# SBS杯連勝囲碁最強戦
SBS杯連勝囲碁最強戦（-はいれいしょういごさいきょうせん、SBS배연승바둑최강전）は、韓国の囲碁の棋戦。1992年に創設され、1997年第5期まで実施し、同年第6期途中で終了した。
- 主催 SBS

## 方式
- 決勝は三番勝負。
- コミは5目半。1997年第6期からは韓国棋戦としては最初となる6目半を採用（ただし第6期は途中終了）。

## 歴代優勝者と決勝戦
（左が優勝者）
1. 1993年 李昌鎬 2-1 張秀英
2. 1994年 李昌鎬 2-0 鄭壽鉉
3. 1995年 李昌鎬 2-1 劉昌赫
4. 1996年 劉昌赫 2-0 曺薫鉉
5. 1997年 劉昌赫 2-1 李昌鎬